# برايان أرواخو
برايان أرواخو (بالبرتغالية: Brian Araújo‏) هو لاعب كرة قدم برتغالي، ولد في 29 أبريل 2000.